# 中炮局
中炮局（ちゅうほうきょく、チュンパオヂィー）または当頭炮（とうとうほう、ダントウパオ）は、シャンチーの用語である。初手で炮二平五あるいは炮八平五と指す（シャンチーの駒配置は左右対称なのでどちらも同じ）。炮を五筋に置き、相手の五筋の兵や背後の中営に直接脅威を与える。最も攻撃力が高い開局である。
以下は紅（先手）が中炮でプレーする一例である（6手目まで）：
1. 炮二平五 馬2進3
2. 馬二進三 炮8平6
3. 車一平二 馬8進7